# Gilbert Klien
Gilbert Klien (Hohenems, 8 juli 1929 – aldaar, 20 december 2012) was een Oostenrijkse componist en dirigent.

## Levensloop
Klien was een zoon van de dirigent van het stedelijk harmonieorkest in Hohenems ("Bürgermusik Hohenems") Engelbert Klien en kreeg zijn eerste muzieklessen (viool, piano en solfège) aan de muziekschool van de stad Dornbirn. Hij studeerde van 1948 tot 1954 aan de Universität für Musik und darstellende Kunst Wien in Wenen bij Hans Swarowsky (orkestdirectie), Hermann Schwertmann (piano), Alfred Uhl (compositie) en Otto Siegl (muziektheorie). Zijn diploma behaalde hij met lof als dirigent.
In 1954 en 1955 werkte hij als correpetitor aan de operaschool van de Universität für Musik und darstellende Kunst Wien. In 1955 werd hij hoofd van de muziekafdeling van de ORF Radio Vorarlberg en bleef in deze functie tot zijn pensionering in 1984. In deze eigenschap was hij ook lange jaren dirigent van het omroeporkest van studio Vorarlberg. Hij was eveneens artistieke leider van het zogenaamde Forum Feldkirch. Na zijn pensionering was hij initiatiefnemer en medeoprichter van het nieuwe Symphonieorchester Vorarlberg.
Van 1965 tot 1968 was hij "Landeskapellmeister" van de federatie van de blaasorkesten in de Oostenrijkse deelstaat Vorarlberg ("Vorarlberger Harmoniebund") en daarmee hoofd van de muziekcommissie van deze federatie. In 1976 werd hij door de toenmalige Oostenrijkse Bondspresident Rudolf Kirchschläger tot professor benoemd.
Hij werkte ook als componist en schreef werken voor verschillende genres. Zijn muzikaal credo is de contrapunt diens absolute beheersing hij tot de laatste consequentie in zijn werken gedocumenteerd heeft (Passacaglia voor klarinetkwartet, Fantasia e doppia Fuga voor strijkkwartet). Zijn muzikale nalatenschap wordt bewaard in het Feldkircher Musikarchiv.

## Composities

### Werken voor orkest
- 1949: - Ouverture in de Italiaanse stijl
- 1953: - Suite uit de muziek tot het Nibelungendrama "Kriemhild"
  1. Festlicher Empfang
  2. Turnier
  3. Hochzeitsmarsch
  4. Liebeslied und Kriemhilds Eifersucht
  5. Siegfrieds Tod
  6. Trauer über Burgund
- 1954: - Concerto, voor orkest
- 1956: - Ouvertüre in d

### Werken voor harmonieorkest
- - Italienische Lustspiel-Ouvertüre
- - Präludium, voor 4 fanfaretrompetten en harmonieorkest
- - Unter der Burg, mars

### Muziektheater

#### Toneelmuziek
- 1951 rev.1955: - Musik zum Nibelungendrama "Kriemhild"
- 1952: - Musik zum Schauspiel "Der Gefangene auf Burg Ems"

### Vocale muziek

#### Cantates
- 1961: - Der Frühling, cantate voor sopraan, gemengd koor en kamerorkest - tekst: Anton Wildgans
- 1972: - Wer sich die Musik erkiest, liederencantate voor solisten, kinderkoor en instrumenten na oude teksten

#### Werken voor koor
- 1958: - Der flandrische Totentanz, voor mannenkoor en drie pauken
- 1970: - Zwei Männerchöre, voor mannenkoor - tekst: Otto Borger
- - Bim Taga, voor gemengd koor
- - Montforts Bundeshymne, voor samenzang/gemengd koor - tekst: Fritz Morell

#### Liederen
- 1960: - Drei Lieder, voor sopraan en piano - tekst: Rainer Maria Rilke
- 1962: - Drei Lieder, voor sopraan en piano - tekst: Josef Weinheber

### Kamermuziek
- 1953: - Divertimento, voor blaaskwintet
- 1956: - Drie Fuga's, voor strijktrio
- 1957: - Sonate, voor cello en piano
- 1963: - Notturno, voor dwarsfluit en lage blaasinstrumenten
- 1972: - Passacaglia, voor klarinetkwartet
- 1976-1980: Fantasia e doppia Fuga, voor strijkkwartet - ook in een versie voor klarinetkwartet

### Werken voor piano
- 1959: - Visionen

## Publicaties
- Hohenemser Musiker: vom Geburtsjahrgang 1633 - mit einigen von der Geschichte diktierten Lücken - bis zum Jahrgang 1929, Kulturkreis Hohenems, 2004. 96 p., ISBN  978-3-902-24945-6